# Orthomegas fragosoi
Orthomegas fragosoi es una especie de escarabajo longicornio del género Orthomegas, tribu Callipogonini, subfamilia Prioninae. Fue descrita científicamente por Bleuzen en 1993.

## Descripción
Mide 61-74 milímetros de longitud.

## Distribución
Se distribuye por Costa Rica, Guatemala, Nicaragua y Panamá.